# Лудбрег
Лу́дбрег (хорв. Ludbreg) — місто на півночі Хорватії, у Вараждинській жупанії.

## Загальні відомості
Лудбрег розташований біля північних схилів пагорбів Калнік, на річці Бедня (хорв. Bednja), неподалік від її впадіння в Драву. За 20 км на захід від Лудбрега знаходиться столиця жупанії Вараждин, за 15 км на південний схід — Копривниця.

## Історія
В 1320 році місто вперше згадується як Castrum Ludbreg. У XVI столітті фортеця піддавалася атакам турецької армії, але встояла.

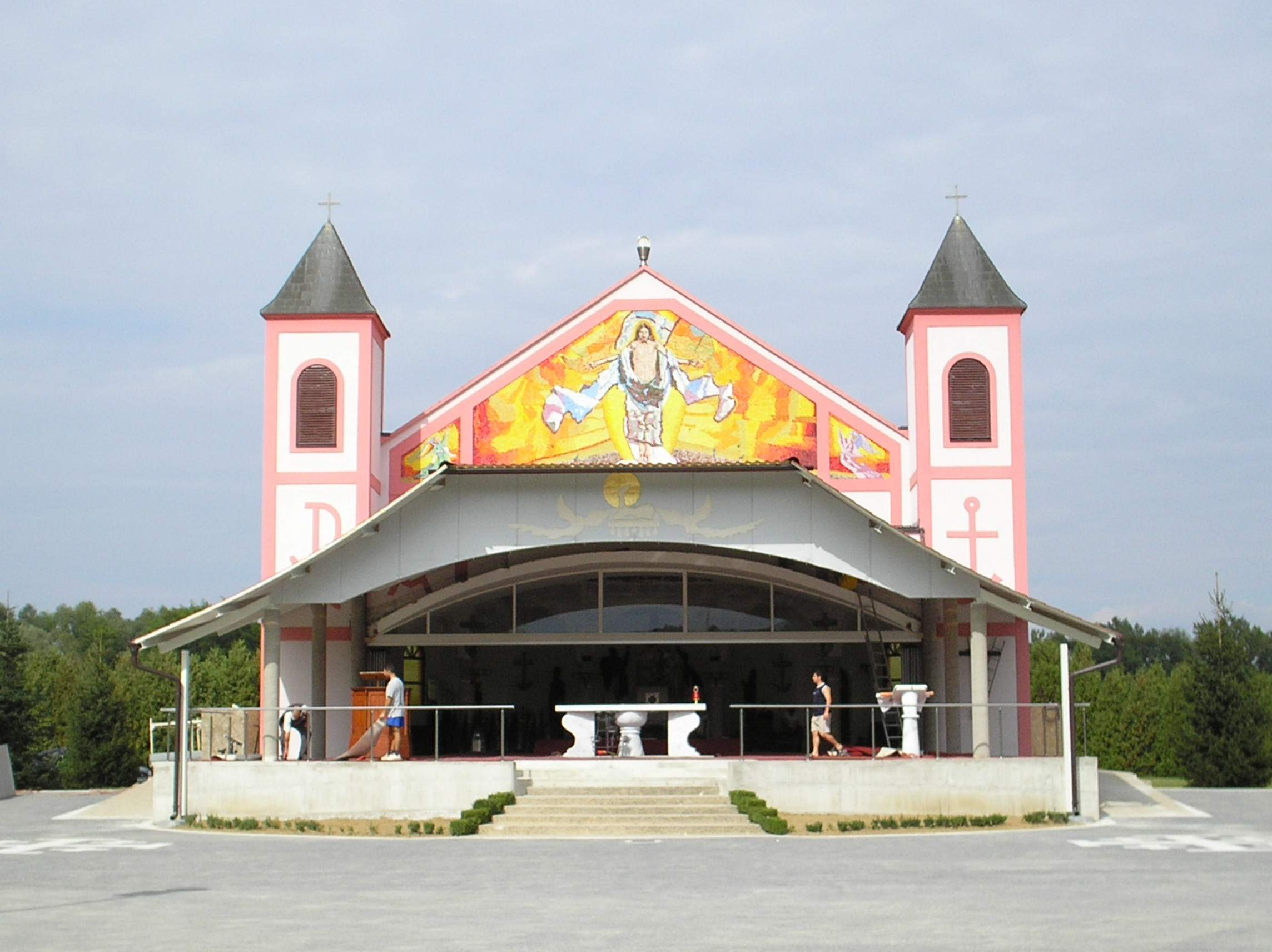
Капела Святої Крові

До початку XV століття відноситься виникнення легенди про «лудбрезьке диво». Згідно з нею, одного разу, служачи месу, парафіяльний священник засумнівався в реальності перевтілення, але в ту ж мить вино в літургійній чаші перетворилося на справжню кров. Зляканий священник наказав замурувати чашу з кров'ю в стіну храму, але незабаром про це стало відомо. Лудбрег став центром паломництва, реліквію перевезли до Риму, де вона зберігалася певний період, але після того, як папа Лев XII в 1513 році визнав достовірність дива, була повернена в Лудбрег і поміщена в парафіяльній церкві Святої Трійці. В 1721 році золотих справ майстер з Аугсбурга фон Ріссенфельс (von Rissenfels) помістив ампулу, яка містить кров, у багато прикрашений релікварій.
В 1739 році хорватський парламент ухвалив побудувати нову церкву на честь дива, проте будівництво багаторазово переривалося і остаточно капела Святої Крові Христової була добудована тільки в 1993 році.

## Населення
Населення громади за даними перепису 2011 року становило 8 478 осіб. Населення самого міста становило 3 603 осіб.
Динаміка чисельності населення громади:
Динаміка чисельності населення міста:

## Населені пункти
Крім міста Лудбрег, до громади також входять:
- Апатія
- Болфан
- Чуковець
- Глобочець-Лудбреський
- Храстовсько
- Кучан-Лудбреський
- Сеговина
- Селник
- Сигетець-Лудбреський
- Слоковець
- Виногради-Лудбреські

## Клімат
Середня річна температура становить 10,24 °C, середня максимальна – 23,75 °C, а середня мінімальна – -5,52 °C. Середня річна кількість опадів – 811 мм.
| Клімат міста                                  | Клімат міста | Клімат міста | Клімат міста | Клімат міста | Клімат міста | Клімат міста | Клімат міста | Клімат міста | Клімат міста | Клімат міста | Клімат міста | Клімат міста | Клімат міста |
| Показник                                      | Січ.         | Лют.         | Бер.         | Квіт.        | Трав.        | Черв.        | Лип.         | Серп.        | Вер.         | Жовт.        | Лист.        | Груд.        |              |
| Середній максимум, °C                         | 5,64         | 7,26         | 11,64        | 15,74        | 20,79        | 23,75        | 23,08        | 22,56        | 18,50        | 13,92        | 8,26         | 4,22         |              |
| Середня температура, °C                       | 0,06         | 1,68         | 6,06         | 10,15        | 15,21        | 18,17        | 19,90        | 19,38        | 15,33        | 10,76        | 5,11         | 1,06         |              |
| Середній мінімум, °C                          | −5,52        | −3,91        | 0,48         | 4,56         | 9,62         | 12,59        | 16,73        | 16,22        | 12,17        | 7,58         | 1,92         | −2,12        |              |
| Норма опадів, мм                              | 41           | 42           | 50           | 63           | 73           | 92           | 84           | 80           | 77           | 73           | 78           | 58           |              |
| Середньомісячна швидкість вітру, м/с          | 2.18         | 2.42         | 2.76         | 2.71         | 2.51         | 2.24         | 2.19         | 1.97         | 2.02         | 2.09         | 2.24         | 2.24         |              |
| Середньомісячна сонячна радіація, кДж/м²·день | 4056         | 6782         | 10611        | 14991        | 19137        | 21036        | 21693        | 18998        | 14016        | 8702         | 4544         | 3305         |              |
| --------------------------------------------- | ------------ | ------------ | ------------ | ------------ | ------------ | ------------ | ------------ | ------------ | ------------ | ------------ | ------------ | ------------ | ------------ |
| Джерело:                                      |              |              |              |              |              |              |              |              |              |              |              |              |              |

## Визначні пам'ятки
- Палац Баттяні. В наш час[коли?] у ньому розташована реставраційна майстерня.
- Церква Святої Трійці. Побудована в 1410 році, згодом неодноразово перебудовувалась. Місце зберігання реліквії «Лудбрезького дива».

## Події
Щорічно на початку вересня в місті проходить «Святий тиждень», присвячений євхаристійному диву в місті та привертає велику кількість паломників.